# Valoura
Valoura es una freguesia portuguesa del municipio de Vila Pouca de Aguiar, con 14,40 km² de superficie y 451 habitantes (2001).